# Arial Unicode MS
Arial Unicode MS — неогротескний шрифт типу OpenType, заснований на Arial. Він містить 51180 знаків і покриває великий діапазон Unicode 2.1. Шрифт розробила компанія Agfa Monotype на замовлення фірми Microsoft. Шрифт надається разом із Microsoft Office.

## Недоліки
Усі версії Arial Unicode MS відображають діакритичні знаки подвійної ширини неправильно та розміщують їх по ширині лівого символу. Відповідно до розділу 7.7 стандарту Unicode 4.0.0 [Архівовано 27 листопада 2007 у Wayback Machine.], поєднання подвійних діакритичних знаків має розміщуватися між двома символами. Однак, щоби виправити текст в Arial Unicode MS, діакритичні знаки подвійної ширини мають розташовуватися після інших. Тобто неможливо надрукувати текст, що правильно відображається з Arial Unicode MS і з іншими Unicode-шрифтами. Цей баг впливає на відображення текстів на Міжнародному фонетичному алфавіті та на ALA-LC латинізації.